# Полимер

Полимер је супстанца састављена од макромолекула. Макромолекул је молекул високе релативне молекулске масе, чија структура у основи садржи вишеструко понављање јединица изведених, дословно или концептуално, из молекула ниске релативне молекулске масе.

Полимер или макро-молекул је једињење велике молекулске масе и састоји се од великог броја мањих основних јединица, мономера. Мономери су углавном повезани ковалентним везама. Реч полимер је изведена од грчких речи πολυ (polú) — „много” и μέρος (méros) — „део”. Због широког спектра својстава, синтетички и природни полимери играју битну и свеприсутну улогу у свакодневном животу. Познати примери полимера су пластика, ДНК и протеини. Реакција настајања полимера назива се полимеризација. Према врсти реакције којом се добијају, полимери се деле на адиционе полимере, који се добијају реакцијама адиције, и кондензационе полимере, који се добијају реакцијама кондензације. Њихова велика молекулска маса, у односу на једињења малих молекула, производи јединствена физичка својства укључујући жилавост, вискоеластичност, и тенденцију формирања стакластих и семикристалних структура, пре него кристала. Изрази полимер и смола су често синонимни за пластику.
Израз полимер потиче од грчке речи πολύς (polús, што значи „многи, много”) и μέρος (méros, што значи „део”), а односи се на молекул чија је структура састављена од више понављајућих јединица, од којих потиче карактеристична висока релативна молекулска маса и пратећа својства. Јединице које чине полимере потичу, дословно или концептуално, из молекула ниске релативне молекулске масе. Термин је сковао 1833. године Јенс Јакоб Берцелијус, мада с дефиницијом која се разликује од модерне IUPAC дефиниције. Савремени концепт полимера као ковалентно везаних макромолекуларних структура предложио је 1920. Херман Штаудингер, који је провео наредну деценију проналазећи експерименталне доказе за ову хипотезу.
Полимери се проучавају у областима биофизике и макромолекулске науке, те полимерне науке (која укључује хемију полимера и физику полимера). Историјски гледано, производи који потичу од повезивања понављајућих јединица ковалентним хемијским везама били су главни фокус полимерне науке; настајућа важна подручја науке сада се фокусирају на нековалентне везе. Полисизопрен од латексне гуме је пример биолошког полимера, а полистирен стиропора је пример синтетског полимера. У биолошком контексту, у есенцијално сви биолошки макромолекули - тј. протеини (полиамиди), нуклеинске киселине (полинуклеотиди) и полисахариди - су чисто полимерни или су састављени у великом делу полимерних компоненти - нпр. изопренилирани или липидно-модификовани гликопротеини, где се мали липидни молекули и олигосахариди модификације које се јављају на полиамидној основи протеина.
Најједноставнији теоријски модели за полимере су идеални ланци.

## Уобичајени примери
Полимери се могу поделити у два типа: природне и синтетичке или оне који су начинили људи.
Природни полимерни материјали попут конопље, шелака, ћилибара, вуне, свиле и природне гуме кориштени су вековима. Постоји мноштво других природних полимера, попут целулозе која је главни састојак дрвета и папира.
Списак синтетичких полимера, у приближном редоследу светске потражње, укључује полиетилен, полипропилен, полистирен, поливинил хлорид, синтетичку гуму, фенол формалдехидну смолу (или бакелит), неопрен, најлон, полиакрилонитрил, ПВБ, силикон и многе друге. Више од 330 милиона тона ових полимера се направи сваке године (2015).
Најчешће, непрекидно повезана основа полимера који се користи за припрему пластике састоји се углавном од атома угљеника. Једноставни пример је полиетилен, чије се понављајуће јединице заснивају на етиленском мономеру. Постоје многе друге структуре; на пример, елементи попут силицијума формирају познате материјале попут силикона, примери су Сили пути и водоотпорни водоинсталациони заптивни материјал. Кисеоник је такође често присутан у полимерним основама, као што су полиетилен гликол, полисахариди (у гликозидним везама) и ДНК (у фосфодиестерским везама).

## Кондензациони полимери
Кондензациони полимери се добијају реакцијама кондензације у којима се мономери повезују уз елиминацију малог молекула, обично воде или неког алкохола мале молекулске масе. Да би се формирао полимер, сваки од мономера мора имати бар две функционалне групе којима реагује. У случају када мономери имају три или више функционалних група, стварају се услови за добијање умрежених полимера.

## Синтеза
Полимеризација је процес комбиновања мноштва малих молекула познатих као мономери у ковалентно везани ланац или мрежу. Током процеса полимеризације, неке хемијске групе могу се изгубити из сваког мономера. То се догађа при полимеризацији  полиестера. Мономери су терефтална киселина и етилен гликол (HO–CH2–CH2–OH), док је понављајућа јединица  –OC–C6H4–COO–CH2–CH2–O–, што одговара комбинацији два мономера са губитком два молекула воде. Посебан сегмент сваког мономера који је уграђен у полимер познат је као поновљена јединица или мономерски остатак.
Лабораторијске синтетске методе углавном се деле у две категорије, постепена полимеризација и полимеризација ланчаног раста. Суштинска разлика између ова два приступа је у томе што се при полимеризацији раста ланца мономери додају у ланац само један по један, као у полиетилену, док се у постепеној полимеризацији ланци мономера могу директно комбиновати једни с другима, као у полиестру. Новије методе, попут плазмене полимеризације се уредно не уклапају у ове категорије. Реакције синтетске полимеризације могу се изводити са катализатором или без њега. Лабораторијска синтеза биополимера, посебно протеина, подручје је интензивних истраживања.

### Биолошка синтеза
Постоје три главне класе биополимера: полисахариди, полипептиди, и полинуклеотиди.
У живим ћелијама, они се могу синтетисати ензимски посредованим процесима, као што је формирање ДНК катализирано ДНК полимеразом. Синтеза протеина укључује бројне ензимски посредоване процесе за транскрибовање генетских информација из ДНК у РНК и потом се та информација транслира да би се синтетизовали одређени протеин из аминокиселина. Протеин може бити даље модификован након транслације како би се обезбедила одговарајућа структура и функционисање. Постоје и други биополимери попут гуме, суберина, меланина и лигнина.